# Robin Swinkels
Robin Swinkels (* 6. April 1989 in Asten, Niederlande) ist ein niederländischer Schachspieler, der den Titel Großmeister trägt.

## Karriere
Im Jahr 2007 erreichte Swinkels den Titel Internationaler Meister (IM), im Jahr 2009 folgte der Titel Großmeister (GM).
Im Jahr 2008 konnte Swinkels das BPB Limburg Open gewinnen.
Robin Swinkels trat in der Saison 2007/08 für den SC Remagen erstmals in der Schachbundesliga an. Für insgesamt fünf Spielzeiten spielte Swinkels für Remagen in der Bundesliga, ehe der Verein in der Saison 2011/12 aus der höchsten deutschen Spielklasse abstieg. In den Saisons 2016/17 und 2017/18 trat Robin Swinkels mit DJK Aufwärts Aachen in der Bundesliga an. In den Niederlanden spielte er für den SMB Nijmegen sowie für den Schaakclub Utrecht, HMC Calder, LSG IntelliMagic und die Bussums Schaakgenootschap. In Frankreich spielte er für den Club de Montpellier Echecs, in Belgien für den KSK 47 Eynatten. Die belgische Mannschaftsmeisterschaft gewann er in den Saisons 2009/10, 2010/11, 2013/14 und 2016/17. Swinkels nahm am European Club Cup 2008 sowie in den Jahren 2010 bis 2016 mit dem KSK 47 Eynatten, 2009 mit dem Schaakclub Utrecht teil.
Swinkels studiert Ökonometrie an der Universität Tilburg.